# Philippodexia pallidula
Philippodexia pallidula là một loài ruồi trong họ Tachinidae.